# Gunnar Lundkvist
 (octobre 2018).
Si vous disposez d'ouvrages ou d'articles de référence ou si vous connaissez des sites web de qualité traitant du thème abordé ici, merci de compléter l'article en donnant les références utiles à sa vérifiabilité et en les liant à la section « Notes et références ».
Gunnar Lundkvist, né en 1958, est un auteur de bande dessinée suédois.

## Biographie
Poète dans ses jeunes années, Gunnar Lundkvist se fait connaître dès la fin des années 1970 avec sa série Klas Katt, qui met en scène un chat neurasthénique et ses « amis » dans un univers où la dépression et l'ennui semblent régner en maîtres.
Découvert en 1997 par L'Association, il a depuis été régulièrement publié dans Lapin. Jean-Christophe Menu le considère comme un « génie méconnu ».
Il publie également avec sa femme Anna Höglund une série de livres pour enfants intitulée Le hérisson et la taupe.

## Publications

### Poèmes (en suédois)
- Träden gråter (Les arbres pleurent), 1974
- Världen intresserar mig inte (Le monde ne m'intéresse pas), 1977

### Bandes dessinées

#### En suédois
- Klas Katt :
  - Klas Katt i Hell City, Förlag för uppenbar litteratur, 1979.
  - Klas Katt på nya äventyr, Tago, 1987.
  - Klas Katt på upptäcktsfärd, Schultz, 1988.
  - Klas Katt och livets mysterier, Schultz, 1988.
  - Klas Katt går vilse, Schultz, 1990.
  - Klas Katt och Olle Ångest, Schultz, 1992.
  - Klas Katt biter ihop, Eget, 1997.
  - Klas Katt går till sjöss, Ordfront, 2003. Prix du meilleur nouvel album suédois au Seriefrämjandets Urhundenplaketter 2004.
  - Klas Katt i vilda västern, 2010.

#### En français
- Klas Katt :
  - Après-midi (Mille Putois QC, 1999) Une histoire muette au format A6.
  - Publications dans Lapin no 14 (1997), 18 à 21 (1998), 23, 24 (1999), 26, 27 (2001), 34 (2004) et 35 (2006).
  - Publication dans, Comix 2000, L'Association, 1999.
  - Klas Katt, L'Association, coll. « Ciboulette », 2001.
  - Vertige, United Dead Artists, crossover entre Klas Katt et les travaux de Helge Reumann, 2012  (ISBN 978-2-37543-017-0).
- Publication dans L'Horreur est humaine no 7, 2002.
- Publication dans Viande de Chevet, United Dead Artists, 2010.
- Publication dans Hôpital Brut no 5/6, Le Dernier Cri, 2001.

## Prix
- 1991 : Chien moche Galago (sv)
- 1994 : Prix Adamson du meilleur auteur suédois pour l'ensemble de son œuvre
- 2004 : Prix Urhunden du meilleur album suédois pour Klas Katt går till sjöss